# Diglyphosa
Diglyphosa là một chi thực vật có hoa trong họ, Orchidaceae.